# 올렉산드르 우시크
올렉산드르 올렉산드로비치 우시크(우크라이나어: Олекса́ндр Олекса́ндрович У́сик, 1987년 1월 17일~)는 우크라이나의 권투 선수이다. 우크라이나 국가대표 선수로 활약하여 2012년 하계 올림픽에서 헤비급에서 금메달을 획득했으며, 2021년에 세계 복싱 협회(WBA), 국제 복싱 연맹(IBF), 세계 복싱 기구(WBO)  헤비급 통합 챔피언이 되었다. 
2013년에 프로 전향 후 15경기 만에 크루저급 언디스퓨티드 챔피언에 등극했으며, 이는 프로 권투 역사상 최단 기간에 달성한 기록이다. 또한 에번더 홀리필드와 데이비드 헤이의 뒤를 이어 프로 권투 역사상 3번째로 크루저급을 제패하고 헤비급 챔피언을 달성한 선수이기도 하다.

## 같이 보기
- 올림픽 복싱 메달리스트 목록